# Rhysling Award
Der Rhysling Award ist ein jährlich vergebener Preis für Gedichte aus den Genres Science-Fiction, Fantasy und Horror.
Er wurde erstmals 1978 vergeben. Die Mitglieder der Science Fiction Poetry Association (SFPA) nominieren jeweils ein kurzes Gedicht (short poem) und ein langes Gedicht (long poem; mindestens 50 Verse). Die nominierten Gedichte werden dann in der Anthologie The Rhysling Anthology gesammelt und die Mitglieder stimmen über die Gewinner in den beiden Kategorien ab. Bei Stimmengleichstand kann auch mehrfach vergeben werden. Um nominiert zu werden, muss ein Gedicht im vergangenen Jahr veröffentlicht worden sein. Außerdem wurden in einigen Jahren Autoren für ihr Lebenswerk als Grand master poet ausgezeichnet. Der Preis wird seit 2005 im Juli auf der Readercon in Burlington, Massachusetts, verliehen.
Der Name des Preises bezieht sich auf den fiktiven Dichter Rhysling in Robert A. Heinleins Kurzgeschichte Die grünen Hügel der Erde.
Für sehr kurze Gedichte von bis zu 10 Versen wird von der SFPA seit 2006 der Dwarf Stars Award verliehen.

## Gewinner
- 1978 
  - Short poem: Asleep in the Arms of Mother Night, Andrew Joron; Corruption of Metals, Sonya Dorman; The Starman, Duane Ackerson
  - Long poem: The Computer Iterates the Greater Trumps, Gene Wolfe
- 1979 
  - Short poem: Fatalities, Duane Ackerson; Story Books and Treasure Maps, Steve Eng
  - Long poem: For the Lady of a Physicist, Michael Bishop
- 1980 
  - Short poem: The Migration of Darkness, Peter Payack; Encased in the Amber of Eternity, Robert Frazier
  - Long poem: The Sonic Waterfall of Primes, Andrew Joron
- 1981 
  - Short poem: Meeting Place, Ken Duffin
  - Long poem: On Science Fiction, Thomas M. Disch
- 1982 
  - Short poem: On the Speed of Light, Raymond DiZazzo
  - Long poem: The Well of Baln, Ursula K. Le Guin
- 1983 
  - Short poem: In Computers, Alan Lightman
  - Long poem: Your Time and You, Adam Cornfield
- 1984 
  - Short poem: Two Sonnets, Helen Ehrlich
  - Long poem: Saul's Death, Joe Haldeman
- 1985 
  - Short poem: For Spacers Snarled in the Hair of Comets, Bruce Boston
  - Long poem: A Letter from Caroline Herschel, Siv Cederling
- 1986 
  - Short poem: The Neighbor's Wife, Susan Palwick
  - Long poem: Shipwrecked on Destiny Five, Andrew Joron
- 1987 
  - Short poem: A Dream of Heredity, John Calvin Rezmerski; Before the Big Bang, Jonathan V. Post
  - Long poem: Daedalus, W. Gregory Stewart
- 1988 
  - Short poem: Rocky Road to Hoe, Suzette Haden Elgin; The Nightmare Collector, Bruce Boston
  - Long poem: White Trains, Lucius Shepard
- 1989 
  - Short poem: Salinity, Robert Frazier
  - Long poem: Winter Solstice, Camelot Station, John M. Ford; In the Darkened Hours, Bruce Boston
- 1990 
  - Short poem: Epitaph for Dreams, G. Sutton Breiding
  - Long poem: dear spacemen, Patrick McKinnon
- 1991 
  - Short poem: Eighteen Years Old, October Eleventh, Joe Haldeman
  - Long poem: The Aging Cryonicist in the Arms of His Mistress Contemplates the Survival of the Species While the Phoenix Is Consumed by Fire, David Memmott
- 1992 
  - Short poem: Song of the Martian Cricket, David Lunde
  - Long poem: The button, and what you know, W. Gregory Stewart
- 1993 
  - Short poem: Will, Jane Yolen
  - Long poem: To Be from Earth, William Daciuk
- 1994 
  - Short poem: Flight Is For Those Who Have Not Yet Crossed Over, Jeff VanderMeer; Spacer's Compass, Bruce Boston
  - Long poem: Basement Flats, W. Gregory Stewart & Robert Frazier
- 1995 
  - Short poem: Skin of Glass, Dan Raphael
  - Long poem: Pilot, Pilot, David Lunde
- 1996 
  - Short poem: Future Present: A Lesson in Expectation, Bruce Boston
  - Long poem: Variants of the Obsolete, Marge Simon
- 1997 
  - Short poem: Day Omega, W. Gregory Stewart
  - Long poem: Spottings UFOs While Canning Tomatoes, Terry Garey
- 1998 
  - Short poem: Explaining Frankenstein To His Mother, John Grey
  - Long poem: why goldfish shouldn't use power tools, Laurel Winter
  - Grand master poet: Bruce Boston
- 1999 
  - Short poem: Confessions of a Body Thief, Bruce Boston
  - Long poem: egg horror poem, Laurel Winter
- 2000 
  - Short poem: Grimoire, Rebecca Marjesdatter
  - Long poem: Christmas (after we all got time machines), Geoffrey A. Landis
- 2001 
  - Short poem: My Wife Returns As She Would Have It, Bruce Boston
  - Long poem: January Fires, Joe Haldeman
- 2002 
  - Short poem: We Die As Angels, William John Watkins
  - Long poem: How to Make a Human, Lawrence Schimel
- 2003 
  - Short poem: Potherb Gardening, Ruth Berman
  - Long poem: Epochs in Exile: A Fantasy Trilogy, Charles Saplak & Mike Allen; Matlacihuatl's Gift, Sonya Taaffe
- 2004 
  - Short poem: Just Distance, Roger Dutcher
  - Long poem: Octavia Is Lost in the Hall of Masks, Theodora Goss
  - Grand master poet: Robert Frazier
- 2005 
  - Short poem: No Ruined Lunar City, Greg Beatty
  - Long poem: Soul Searching, Tim Pratt
- 2006 
  - Short poem: The Strip Search, Mike Allen
  - Long poem: The Tin Men, Kendall Evans & David C. Kopaska-Merkel
- 2007 
  - Short poem: The Graven Idol's Godheart, Rich Ristow
  - Long poem: The Journey to Kailash, Mike Allen
  - Grand master poet: Ray Bradbury
- 2008 
  - Short poem: Eating Light, F. J. Bergmann
  - Long poem: The Seven Devils of Central California, Catherynne M. Valente
- 2009 
  - Short poem: Song for an Ancient City, Amal El-Mohtar
  - Long poem: Search, Geoffrey A. Landis
  - Grand master poet: Jane Yolen
- 2010 
  - Short poem: To Theia, Ann K. Schwader
  - Long poem: In the Astronaut Asylum, Kendall Evans & Samantha Henderson
- 2011 
  - Short poem: Peach-Creamed Honey, Amal El-Mohtar
  - Long poem: The Sea King's Second Bride, C. S. E. Cooney
- 2012 
  - Short poem: The Library, After, Shira Lipkin
  - Long poem: The Curator Speaks in the Department of Dead Languages, Megan Arkenberg
- 2013 
  - Short poem: Into Flight, Andrew Robert Sutton
  - Long poem: The Cat Star, Terry Garey
- 2014 
  - Short poem: Turning the Leaves, Amal El-Mohtar
  - Long poem: Interregnum, Mary Soon Lee
  - Grand master poet: Marge Simon;  Steve Sneyd
- 2015 
  - Short poem: Shutdown, Marge Simon
  - Long poem: 100 Reasons to Have Sex with an Alien, F. J. Bergmann
- 2016 
  - Short poem: Time Travel Vocabulary Problems, Ruth Berman
  - Long poem: It Begins with a Haunting, Krysada Panusith Phounsiri; Keziah, Ann K. Schwader
- 2017 
  - Short poem: George Tecumseh Sherman's Ghosts, Marge Simon
  - Long poem: Rose Child, Theodora Goss
- 2018 
  - Short poem: Advice to a Six-Year-Old, Mary Soon Lee
  - Long poem: The Mushroom Hunters, Neil Gaiman
- 2019 
  - Short poem: After Her Brother Ripped the Heads from Her Paper Dolls, Beth Cato
  - Long poem: Ursula Le Guin in the Underworld, Sarah Tolmie
- 2020
  - Short poem: Taking, Keeping, Jessica J. Horrowitz
  - Long poem: Heliobacterium daphnephilum, Rebecca Buchanan
- 2021
  - Short poem: Summer Time(lessness), Linda D. Addison
  - Long poem: Eleven Exhibits in a Better Natural History Museum, London, Jenny Blackford